# Dubai Tennis Championships 2025
Dubai Tennis Championships 2025, oficiálně Dubai Duty Free Tennis Championships 2025, byl společný tenisový turnaj mužského okruhu ATP Tour a ženského okruhu WTA Tour, hraný v areálu Aviation Club Tennis Centre na tvrdém povrchu. Dějištěm 33. ročníku mužského a 25. ročníku ženského turnaje Dubai Tennis Championships se stala Dubaj, metropole stejnojmenného emirátu ve Spojených arabských emirátech.
Ženský turnaj dotovaný 3 654 963 dolary probíhal mezi 16. a 22. únorem 2025 jako druhá část desetídílné kategorie WTA 1000. Mužská polovina s rozpočtem 3 415 700 dolarů na ni navázala mezi 24. únorem a 1. březnem 2025 v rámci kategorie ATP Tour 500. Nejvýše nasazenými singlisty se stali, šestý tenista světa Daniil Medveděv a světová jednička Aryna Sabalenková. Jako poslední přímí účastncí do dvouher nastoupili 60. hráč žebříčku Zizou Bergs z Begie a 41. žena klasifikace Elina Avanesjanová z Arménie. V důsledku invaze Ruska na Ukrajinu na konci února 2022 řídící organizace tenisu ATP, WTA a ITF s grandslamy rozhodly, že ruští a běloruští tenisté mohli dále na okruzích startovat, ale do odvolání nikoli pod vlajkami Ruska a Běloruska.
Dvanáctou trofej z dvouhry okruhu ATP Tour si ovdezl 26letý Řek Stefanos Tsitsipas, jenž se vrátil do první světové desítky. V úrovni ATP 500 získal první trofej, když jedenáct předchozích finále této kategorie – včetně dvou dubajských – prohrál. Druhý singlový titul na okruhu WTA Tour vyhrála Mirra Andrejevová, jako nejmladší šampionka dubajského turnaje. V 17 letech a 299 dnech se rovněž stala nejmladší finalistkou i vítězkou v kategorii WTA 1000. Po skončení debutovala v první světové desítce, na 9. příčce, jako nejmladší její členka od 17leté  Vaidišové v roce 2007. V mužské čtyřhře zvítězili Ind Juki Bhambri s Australanem Alexeiem Popyrinem, kteří ve finále – prvního společně odehraného turnaje – odvrátili čtyři mečboly. Ženský debl ovládl první světový pár tvořený Češkou Kateřinou Siniakovou a Američankou Taylor Townsendovou, jehož členky vybojovaly po dvou grandslamech třetí společnou trofej. Siniaková tak v Dubaji triumfovala podruhé v řadě.

## Rozdělení bodů a finančních odměn

### Rozdělení bodů
| Soutěž       | Soutěž        | vítězové | finalisté | semifinalisté | čtvrtfinalisté | 16 v kole | 32 v kole | 56 v kole | Q  | Q2 | Q1 |
| ------------ | ------------- | -------- | --------- | ------------- | -------------- | --------- | --------- | --------- | -- | -- | -- |
| dvouhra mužů | [ 4 ] [ 11 ]  | 500      | 330       | 200           | 100            | 50        | 0         | —         | 25 | 13 | 0  |
| čtyřhra mužů | [ 12 ] [ 13 ] | 500      | 300       | 180           | 90             | 0         | —         | —         | 45 | 25 | 0  |
| dvouhra žen  | [ 14 ] [ 15 ] | 1000     | 650       | 390           | 215            | 120       | 65        | 10        | 30 | 20 | 2  |
| čtyřhra žen  | [ 16 ]        | 1000     | 650       | 390           | 215            | 120       | 10        | —         | —  | —  | —  |

Vysvětlivky
1. ↑  Nasazené s volným losem do druhého kola obdržely v případě prohry 10 bodů jako poražené v úvodním kole.

### Finanční odměny
| Soutěž                                  | Soutěž        | vítězové  | finalisté | semifinalisté | čtvrtfinalisté | 16 v kole | 32 v kole | 56 v kole | Q2       | Q1      |
| --------------------------------------- | ------------- | --------- | --------- | ------------- | -------------- | --------- | --------- | --------- | -------- | ------- |
| dvouhra mužů                            | [ 4 ] [ 11 ]  | 605 530 $ | 325 780 $ | 173 620 $     | 88 700 $       | 47 350 $  | 25 250 $  | —         | 12 940 $ | 7 260 $ |
| dvouhra žen                             | [ 14 ] [ 15 ] | 597 000 $ | 351 801 $ | 181 400 $     | 83 470 $       | 41 600 $  | 23 500 $  | 16 900 $  | 10 074 $ | 5 270 $ |
| čtyřhra mužů                            | [ 12 ] [ 13 ] | 198 880 $ | 106 060 $ | 53 660 $      | 26 840 $       | 13 890 $  | —         | —         | —        | —       |
| čtyřhra žen                             | [ 16 ]        | 175 900 $ | 98 950 $  | 53 140 $      | 27 280 $       | 15 570 $  | 10 380 $  | —         | —        | —       |
| částky ve čtyřhrách jsou uvedeny na pár |               |           |           |               |                |           |           |           |          |         |

## Dvouhra mužů

### Nasazení
| Stát                          | Hráč               | ATP | Nasazení |
| ----------------------------- | ------------------ | --- | -------- |
|                               | Daniil Medveděv    | 6.  | 1.       |
| Austrálie                     | Alex de Minaur     | 8.  | 2.       |
|                               | Andrej Rubljov     | 10. | 3.       |
| Řecko                         | Stefanos Tsitsipas | 11. | 4.       |
| Francie                       | Ugo Humbert        | 14. | 5.       |
| Bulharsko                     | Grigor Dimitrov    | 15. | 6.       |
| Spojené království            | Jack Draper        | 16. | 7.       |
| Francie                       | Arthur Fils        | 19. | 8.       |
| Žebříček ATP k 17. únoru 2025 |                    |     |          |

### Jiné formy účasti
Následující hráči obdrželi divokou kartu do hlavní soutěže:
- Aziz Dougaz
- Daniel Evans
- Hady Habib

Následující hráč nastoupil pod žebříčkovou ochranou:
- Marin Čilić

Následující hráči postoupili z kvalifikace:
- Márton Fucsovics
- Quentin Halys
- Christopher O'Connell
- Roman Safiullin

Následující hráč postoupil z kvalifikace jako šťastný poražený:
- Luca Nardi

#### Odhlášení
před zahájením turnaje
- Jack Draper → nahradil jej  Luca Nardi
- Jordan Thompson → nahradil jej  Roberto Bautista Agut

## Mužská čtyřhra

### Nasazení
| Stát                                                                                   | Hráč             | Stát               | Hráč             | ATP | Nasazení |
| -------------------------------------------------------------------------------------- | ---------------- | ------------------ | ---------------- | --- | -------- |
| Salvador                                                                               | Marcelo Arévalo  | Chorvatsko         | Mate Pavić       | 2.  | 1.       |
| Finsko                                                                                 | Harri Heliövaara | Spojené království | Henry Patten     | 7.  | 2.       |
| Německo                                                                                | Kevin Krawietz   | Německo            | Tim Pütz         | 11. | 3.       |
| Itálie                                                                                 | Simone Bolelli   | Itálie             | Andrea Vavassori | 15. | 4.       |
| Žebříček ATP k 10. únoru 2025; číslo je součtem žebříčkového postavení obou členů páru |                  |                    |                  |     |          |

### Jiné formy účasti
Následující páry obdržely divokou kartu do hlavní soutěže:
- Džívan Nedunčežijan /  Vidžaj Sundar Prašanth
- Pavlos Tsitsipas /  Petros Tsitsipas

Následující pár postoupil z kvalifikace:
- Robin Haase /  Hendrik Jebens

#### Odhlášení
před zahájením turnaje
- Nuno Borges /  Marcel Granollers → nahradili je  Juki Bhambri /  Alexei Popyrin
- Adam Pavlásek /  Jordan Thompson → nahradili je  Tallon Griekspoor /  Adam Pavlásek

## Ženská dvouhra

### Nasazení
| Stát                          | Hráčka                | WTA | Nasazení |
| ----------------------------- | --------------------- | --- | -------- |
|                               | Aryna Sabalenková     | 1.  | 1.       |
| Polsko                        | Iga Świąteková        | 2.  | 2.       |
| USA                           | Coco Gauffová         | 3.  | 3.       |
| Itálie                        | Jasmine Paoliniová    | 4.  | 4.       |
| USA                           | Jessica Pegulaová     | 5.  | 5.       |
| Kazachstán                    | Jelena Rybakinová     | 7.  | 6.       |
| Čína                          | Čeng Čchin-wen        | 8.  | 7.       |
| USA                           | Emma Navarrová        | 9.  | 8.       |
| Španělsko                     | Paula Badosová        | 10. | 9.       |
|                               | Darja Kasatkinová     | 12. | 10.      |
|                               | Diana Šnajderová      | 13. | 11.      |
|                               | Mirra Andrejevová     | 15. | 12.      |
| Brazílie                      | Beatriz Haddad Maiová | 16. | 13.      |
| Česko                         | Karolína Muchová      | 17. | 14.      |
|                               | Anna Kalinská         | 18. | 15.      |
| Chorvatsko                    | Donna Vekićová        | 19. | 16.      |
| Žebříček WTA k 10. únoru 2025 |                       |     |          |

### Jiné formy účasti
Následující hráčky obdržely divokou kartu do hlavní soutěže:
- Sorana Cîrsteaová
- Caroline Garciaová
- Sofia Keninová
- Emma Raducanuová

Následující hráčka nastoupila pod žebříčkovou ochranou:
- Belinda Bencicová

Následující hráčky postoupily z kvalifikace:
- Irina-Camelia Beguová
- Aoi Itóová
- Veronika Kuděrmetovová
- Suzan Lamensová
- Eva Lysová
- Alycia Parksová
- Kateřina Siniaková
- Mojuka Učidžimová

#### Odhlášení
před zahájením turnaje
- Katie Boulterová → nahradila ji  McCartney Kesslerová
- Sorana Cîrsteaová → nahradila ji  Anhelina Kalininová
- Danielle Collinsová → nahradila ji  Clara Tausonová
- Madison Keysová → nahradila ji  Lulu Sunová
- Barbora Krejčíková → nahradila ji  Peyton Stearnsová

## Ženská čtyřhra

### Nasazení
| Stát                                                                                   | Hráčka             | Stát        | Hráčka                 | WTA | Nasazení |
| -------------------------------------------------------------------------------------- | ------------------ | ----------- | ---------------------- | --- | -------- |
| Česko                                                                                  | Kateřina Siniaková | USA         | Taylor Townsendová     | 4.  | 1.       |
| Kanada                                                                                 | Gabriela Dabrowská | Nový Zéland | Erin Routliffeová      | 6.  | 2.       |
| Čínská Tchaj-pej                                                                       | Sie Šu-wej         | Lotyšsko    | Jeļena Ostapenková     | 13. | 3.       |
| Itálie                                                                                 | Sara Erraniová     | Itálie      | Jasmine Paoliniová     | 21. | 4.       |
| Belgie                                                                                 | Elise Mertensová   | Austrálie   | Ellen Perezová         | 30. | 5.       |
| Čínská Tchaj-pej                                                                       | Čan Chao-čching    |             | Veronika Kuděrmetovová | 31. | 6.       |
| USA                                                                                    | Sofia Keninová     | Ukrajina    | Ljudmyla Kičenoková    | 33. | 7.       |
| Kazachstán                                                                             | Anna Danilinová    |             | Irina Chromačovová     | 36. | 8.       |
| Žebříček WTA k 10. únoru 2025; číslo je součtem žebříčkového postavení obou členů páru |                    |             |                        |     |          |

### Jiné formy účasti
Následující páry obdržely divokou kartu do hlavní soutěže:
- Aoi Itóová /   Jekatěrina Jašinová
- Ťiang Sin-jü /  Wu Fang-sien

Následující pár nastoupil pod žebříčkovou ochranou:
- Sü I-fan /  Jang Čao-süan

## Přehled finále

### Mužská dvouhra
- Stefanos Tsitsipas vs.  Félix Auger-Aliassime, 6–3, 6–3

### Ženská dvouhra
- Mirra Andrejevová vs.  Clara Tausonová, 7–6(7–1), 6–1

### Mužská čtyřhra
- Juki Bhambri /  Alexei Popyrin vs.  Henry Patten /  Harri Heliövaara, 3–6, 7–6(14–12), [10–8]

### Ženská čtyřhra
- Kateřina Siniaková /  Taylor Townsendová vs.  Sie Šu-wej /  Jeļena Ostapenková, 7–6(7–5), 6–4